# Dasineura canadensis
Dasineura canadensis är en tvåvingeart som först beskrevs av Ephraim Porter Felt 1907.  Dasineura canadensis ingår i släktet Dasineura och familjen gallmyggor.
Artens utbredningsområde är Saskatchewan. Inga underarter finns listade i Catalogue of Life.